# Ipofisectomia
L'ipofisectomia è la rimozione chirurgica dell'ipofisi (ghiandola pituitaria). È comunemente eseguita per trattare i tumori, in particolare il craniofaringioma. Talvolta viene utilizzata per trattare la sindrome di Cushing causata da un adenoma ipofisario. Si applica anche nel campo delle neuroscienze (in esperimenti con animali da laboratorio) per studiare il funzionamento della ghiandola.
I farmaci che vengono somministrati come terapia ormonale sostitutiva a seguito di una completa ipofisectomia sono spesso glucocorticoidi.

## Complicanze
L'ipofisectomia eseguita a qualsiasi età causa l'atrofia delle ghiandole surrenali e della tiroide, nonché astenia e cachessia. Quando la procedura viene eseguita prima della maturità sessuale, l'apparato riproduttivo rimane poco sviluppato e non funzionale. Vi è anche una generale mancanza di crescita. Se eseguita dopo la maturità sessuale, vi sarà una perdita della funzione riproduttiva con atrofia delle gonadi delle strutture riproduttive accessorie.